# Melanargia zobeli
Melanargia zobeli är en fjärilsart som beskrevs av Heinrich 1912. Melanargia zobeli ingår i släktet Melanargia och familjen praktfjärilar. Inga underarter finns listade i Catalogue of Life.